# Efemer
Efemer (singular: ephemeron) este orice material scris sau tipărit tranzitoriu care nu este menținut sau păstrat. Cuvântul derivă din ephemeria greacă, adică „durează doar o singură zi, de scurtă durată”. Unele efemere colecționabile sunt carduri de publicitate, pungă pentru vomă, cărți de vizită, semn de carte, cataloage, felicitări, scrisori, broșuri, cărți poștale, postere, prospecte sau defunctele  certificate de bursă, bilet de intrare.

## Legături externe
- Ephemera Society of Australia
- The Ephemera Society
- Ephemera Society of America
- Printed Ephemera in the Rare Book and Special Collections Division of the Library of Congress
- Australian Lesbian and Gay Archives - Ephemera Collection Arhivat în 15 ianuarie 2019, la Wayback Machine.
- National Library of Australia - Ephemera Collection
- The Gjenvick-Gjønvik Archives - Ephemera Collection
- British Library - Evanian Collection of Ephemera Arhivat în 13 iulie 2017, la Wayback Machine.
- State Library of Victoria - Ephemera Arhivat în 30 aprilie 2014, la Wayback Machine.
- State Library of Western Australia - Ephemera
- The John Grossman Collection of Antique Images
- New Zealand Ephemera Society website Arhivat în 28 octombrie 2008, la Wayback Machine.
- Bibliothèque Nationale de France - Ephemera
- ephemerastudies.org at Louisiana Tech University
- Sheaff, Dick. „Sheaff: Ephemera”. Ephemera. Accesat în 12 decembrie 2011.
- Collection of digitized ephemera at Biblioteca Digital Hispánica, Biblioteca Nacional de España